# Голос (телешоу, Россия)
«Голос» — российское развлекательное вокальное шоу талантов. Является российской версией формата телевизионного вокального конкурса The Voice, предложенного голландским продюсером. Выходит в эфир «Первого канала» с 5 октября 2012 года. В 2015 году было признано лучшим музыкальным телешоу России.
В феврале 2014 года выходит детский аналог проекта — «Голос. Дети».
В сентябре 2018 года стартовал новый проект — «Голос. 60+».
С 1 сентября по 20 октября 2023 года в эфир выходил новый проект — «Голос. Уже не дети».
8 мая 2025 года вышел специальный выпуск «Голос Победы».

## Формат
Основная задача этого шоу — поиск и отбор универсальных вокалистов, поющих не только в разных жанрах, но и на отличных от родного языках.
Дополнительная особенность формата — все участники проекта отбираются не по внешним, а по вокальным данным. При этом в связи с отсутствием жанровых критериев участники могут демонстрировать аудитории и жюри свои вокальные способности как в исполнении джаза или рока, так и народных песен или классического вокала.
Участниками шоу в основном являются уже состоявшиеся музыканты, прошедшие определённую школу мастерства, в связи с чем наставники проекта не ставят перед конкурсантами задачу измениться, «сломать» свой подход к репертуару и стилю, а напротив, пытаются выбрать наиболее близких для себя по манере исполнителей, чтобы дать им возможность наиболее эффективной творческой реализации перед телевизионной аудиторией, став таким образом ещё популярнее.
При этом соревнование за выход в финал происходит не между различными командами, а внутри самих команд, что исключает межкомандную конкуренцию.

## Правила
Решением продюсеров проекта «Голос» Юрия Аксюты, Ларисы Синельщиковой и Ильи Кривицкого кастинг в шоу является открытым для любого гражданина России в возрасте от 16 до 70 лет. Для участия достаточно подать заявку в виде записи своего пения.
Центральными фигурами шоу являются четыре наставника, которые проводят набор участников в свои команды. Задача признанных мастеров сцены — набрать собственную команду исполнителей и впоследствии произвести в несколько этапов отбор претендента на победу в финале телешоу.
Шоу включает следующие этапы:
Слепые прослушиванияВсе участники, прошедшие кастинг, исполняют по одной песне. Во время исполнения жюри наставников располагается перед сценой в глубоких креслах спиной к исполнителю, таким образом слыша его голос, но не видя его самого. Любой из наставников во время исполнения может нажать кнопку выбора, означающую, что данный наставник готов принять данного участника в свою команду — тогда его кресло разворачивается лицом к участнику. Если кнопку выбора нажали двое или более наставников — участник имеет право выбрать любого из них. Если кнопку выбора за время исполнения номера не нажал ни один из наставников — участник выбывает из проекта. Размер команды каждого из наставников ограничен 12 участниками (14 участниками — во 2–6 сезонах); набрав нужное количество исполнителей, он теряет право выбора. Однако Леонид Агутин (в 3 и 5 сезонах), Александр Градский (в 4 и 10 сезонах) и Владимир Пресняков (в 11 сезоне) имели в командах дополнительного участника. С 11 сезона у наставников помимо красной кнопки для голосования, появилась панель с тремя кнопками для блокировки. С помощью них, можно заблокировать любого наставника нажав кнопку с его зачеркнутой фамилией. В этом случае если заблокированный наставник повернётся, он не сможет взять участника в свою команду.
ПоединкиКаждый наставник разбивает свою команду на 6 дуэтов (на 7 дуэтов — 2–6 сезонах). По результатам исполнения наставник выбирает, кто в данном дуэте останется в проекте, а кто выбывает. Если в командах у наставника есть дополнительный участник, один раз поёт трио (как в проекте «Голос. Дети»). Со 2-го по 6-й сезоны имелось «право на спасение»: участника, которого наставник назначил «на вылет», может «спасти», то есть принять в свою команду, другой наставник. Каждый наставник мог «спасти» только двух участников за этап.
Нокауты (в 1 сезоне — Супербитва)Наставники разбивают свои команды на тройки (в 1 сезоне на пары), их участники соревнуются, исполняя каждый свою песню. По выбору наставника двое из каждой тройки выбывают (до 7-го сезона — один участник нокаута выбывал). С 7-го сезона в нокаутах применяется право спасения выбывших участников, аналогичное тому, которое применялось в предыдущих сезонах в поединках (только число выбывающих участников, которых можно спасти, уменьшено с двух до одного).
ЧетвертьфиналСоревнуются между собой участники, оставшиеся в командах наставников. В отличие от предыдущих этапов, здесь отбор победителей производится с учётом «народного голосования» — подсчёта голосов, отданных зрителями с помощью телефонного голосования за того или иного участника. В 1 сезоне был только один выпуск Четвертьфинала. Одного полуфиналиста выбирали зрители, другого — наставник. В 2–6 сезонах было два выпуска четвертьфинала — баллы наставника (20 %, 30 %, 50 %) складывались с голосами телезрителей. Лидер голосования каждого выпуска четвертьфинала проходил в полуфинал. С 7 сезона выпуск четвертьфинала один — так же баллы наставника (20 %, 30 %, 50 %) складываются с голосами телезрителей, но в полуфинал проходят два участника — лидер голосования и немного отстающий от него, но опережающий третьего участника. В 10 сезоне судьбу участников команды Градского, в связи со смертью наставника, решали только телезрители. В 13 сезоне четвертьфинал отменили, за выпусками «Нокаутов» шёл сразу полуфинал.
ПолуфиналКаждый участник выступает с одной песней, а затем вместе с известным певцом, затем наставник распределяет голоса (40 %, 60 %) и в финал проходит только один участник от команды. В 10 сезоне за участников команды Градского, в связи со смертью наставника, голосовали только телезрители. В 13 сезоне в связи с отменой четвертьфинала, правила полуфинала были полностью идентичны с правилами четвертьфинала с 7-12 сезоны.
ФиналВ финале шоу наставники соревнуются уже непосредственно друг с другом — избранные ими вокалисты должны исполнить по одной песне в дуэте со своим наставником и две песни соло. Телезрители определяют победителя прямым телефонным и SMS-голосованием (начиная с 8 сезона — только SMS). В 13 сезоне формат финала изменился и стал таким же как в проектах «Голос. Дети», «Голос. 60+» и «Голос. Уже не дети» то есть сначала Финал, потом Суперфинал. В 7–9, 11–13 сезонах в финале объявляли лучшего наставника сезона, за которого было отдано больше всего голосов.

## Ведущие
| Ведущий        | Сезоны | Сезоны | Сезоны | Сезоны | Сезоны | Сезоны | Сезоны | Сезоны | Сезоны | Сезоны | Сезоны | Сезоны | Сезоны | Сезоны |
| Ведущий        | 1      | 2      | 3      | 4      | 5      | 6      | 7      | 8      | 9      | 10     | 11     | 12     | 13     | 14     |
| -------------- | ------ | ------ | ------ | ------ | ------ | ------ | ------ | ------ | ------ | ------ | ------ | ------ | ------ | ------ |
| Дмитрий Нагиев |        |        |        |        |        |        |        |        |        |        |        |        |        |        |
| Яна Чурикова   |        |        |        |        |        |        |        |        |        |        |        |        |        |        |

## Критика
По словам директора дирекции музыкального вещания «Первого канала» Юрия Аксюты, прежде чем предлагать Константину Эрнсту какие-то варианты наставников, он «перелопатил всё, что у нас существует на рынке»:

Нам удалось собрать такой правильный, на мой взгляд, тренерский состав, который у телезрителя тоже не вызывает никаких вопросов. Он абсолютно искренний. Люди — безусловные авторитеты. И Александр Борисович Градский, и Пелагея, и Леонид Агутин или Дима Билан. И они все разные. Они по-разному относятся и к музыке, и к певцам.

## Наставники
| Наставники           | Сезоны | Сезоны | Сезоны | Сезоны | Сезоны | Сезоны | Сезоны | Сезоны | Сезоны | Сезоны | Сезоны | Сезоны | Сезоны | Сезоны |
| Наставники           | 1      | 2      | 3      | 4      | 5      | 6      | 7      | 8      | 9      | 10     | 11     | 12     | 13     | 14     |
| -------------------- | ------ | ------ | ------ | ------ | ------ | ------ | ------ | ------ | ------ | ------ | ------ | ------ | ------ | ------ |
| Дима Билан           |        |        |        |        |        |        |        |        |        |        |        |        |        |        |
| Пелагея              |        |        |        |        |        |        |        |        |        |        |        |        |        |        |
| Александр Градский † |        |        |        |        |        |        |        |        |        |        |        |        |        |        |
| Леонид Агутин        |        |        |        |        |        |        |        |        |        |        |        |        |        |        |
| Баста                |        |        |        |        |        |        |        |        |        |        |        |        |        |        |
| Полина Гагарина      |        |        |        |        |        |        |        |        |        |        |        |        |        |        |
| Григорий Лепс        |        |        |        |        |        |        |        |        |        |        |        |        |        |        |
| Ани Лорак            |        |        |        |        |        |        |        |        |        |        |        |        |        |        |
| Сергей Шнуров        |        |        |        |        |        |        |        |        |        |        |        |        |        |        |
| Константин Меладзе   |        |        |        |        |        |        |        |        |        |        |        |        |        |        |
| Валерий Сюткин       |        |        |        |        |        |        |        |        |        |        |        |        |        |        |
| Владимир Пресняков   |        |        |        |        |        |        |        |        |        |        |        |        |        |        |
| Антон Беляев         |        |        |        |        |        |        |        |        |        |        |        |        |        |        |
| Zivert               |        |        |        |        |        |        |        |        |        |        |        |        |        |        |
| Хибла Герзмава       |        |        |        |        |        |        |        |        |        |        |        |        |        |        |

Состав наставников первых трёх сезонов «Голоса» состоял из четвёрки известных российских музыкантов:
- Дима Билан — российский эстрадный певец, автор песен, победитель песенного конкурса «Евровидение-2008».
- Пелагея — российская фолк-рок-певица, основательница и солистка группы «Пелагея».
- Александр Градский † (1949—2021) — советский и российский певец, автор песен, композитор, народный артист РФ, заслуженный деятель искусств РФ.
- Леонид Агутин — советский и российский эстрадный певец, поэт-песенник, композитор, заслуженный артист РФ.

В четвёртом сезоне состав наставников был изменён. Кроме сохранившего своё место в жюри Александра Градского, новыми участниками стали:
- Баста — российский рэп-исполнитель, композитор, продюсер.
- Полина Гагарина — российская эстрадная певица, композитор, победительница второго сезона проекта «Фабрика звёзд», представительница России на песенном конкурсе «Евровидение-2015», где заняла 2-е место.
- Григорий Лепс — советский и российский эстрадный певец, композитор, продюсер, заслуженный артист РФ.

В пятом сезоне состав наставников вновь подвергся изменениям. В проекте остались Полина Гагарина и Григорий Лепс. К ним присоединились двое бывших наставников проекта: Дима Билан и Леонид Агутин.
В шестом сезоне по решению продюсеров проекта состав наставников вернулся к своему первоначальному варианту: Дима Билан, Пелагея, Александр Градский и Леонид Агутин.
В седьмом сезоне состав наставников почти полностью обновился. В проект вернулся Баста, а новыми наставниками стали:
- Ани Лорак — украинская эстрадная певица, представительница Украины на песенном конкурсе «Евровидение-2008», где заняла 2-е место, заслуженная артистка Украины, народная артистка Украины, наставница украинского проекта «Голос країни».
- Сергей Шнуров — российский рок-музыкант, автор песен, лидер групп «Ленинград» и «Рубль».
- Константин Меладзе — советский и украинский композитор, музыкальный продюсер, заслуженный деятель искусств Украины.

В восьмом сезоне состав наставников обновился наполовину. В проекте остались Сергей Шнуров и Константин Меладзе, после 2-х сезонов отсутствия вернулась Полина Гагарина, а новым наставником стал:
- Валерий Сюткин — советский и российский эстрадный певец, музыкант, автор песен группы «Браво», заслуженный артист РФ.

В девятом сезоне остались Полина Гагарина, Сергей Шнуров и Валерий Сюткин, а после пропуска одного сезона вернулся Баста.
В десятом сезоне в красные кресла вернулся «золотой» состав наставников: Дима Билан, Пелагея, Александр Градский и Леонид Агутин. 28 ноября 2021 года Градский скончался, к этому моменту вышло 8 выпусков и были отсняты два выпуска «нокаутов». Сезон был закончен в память об Александре Градском.
В одиннадцатом сезоне состав наставников изменился полностью по сравнению с прошлым. После одного сезона отсутствия вернулись Полина Гагарина и Баста, а новыми наставниками стали:
- Владимир Пресняков — советский и российский эстрадный певец, музыкант-клавишник, композитор.
- Антон Беляев — российский музыкант, композитор, продюсер, основатель и фронтмен группы «Therr Maitz», полуфиналист второго сезона «Голоса» из команды Пелагеи.

В двенадцатом сезоне Владимир Пресняков, Полина Гагарина и Антон Беляев остались в проекте, а Басту заменила новая наставница:
- Zivert — российская поп-певица, актриса дубляжа.

В тринадцатом сезоне состав наставников обновился наполовину. В проекте остались Полина Гагарина и Антон Беляев, после одного сезона отсутствия вернулся Баста, а Zivert заменила новая наставница:
- Хибла Герзмава — российская оперная певица, солистка Московского музыкального театра имени Станиславского и Немировича-Данченко, народная артистка РФ, народная артистка Абхазии

## Сезоны
На данный момент выпущено 13 сезонов телешоу.
| Команда Билана Команда Пелагеи Команда Градского † Команда Агутина Команда Басты | Команда Гагариной Команда Лепса Команда Лорак Команда Шнурова Команда Меладзе | Команда Сюткина Команда Преснякова Команда Беляева Команда Zivert Команда Герзмавы |

| Сезон | Премьера        | Финал           | Победитель           | 2 место             | 3 место               | 4 место              | Победивший наставник | Лучший наставник | Ведущий        | Наставники         | Наставники      | Наставники         | Наставники         |
| Сезон | Премьера        | Финал           | Победитель           | 2 место             | 3 место               | 4 место              | Победивший наставник | Лучший наставник | Ведущий        | 1                  | 2               | 3                  | 4                  |
| ----- | --------------- | --------------- | -------------------- | ------------------- | --------------------- | -------------------- | -------------------- | ---------------- | -------------- | ------------------ | --------------- | ------------------ | ------------------ |
| 1     | 5 октября 2012  | 29 декабря 2012 | Дина Гарипова        | Эльмира Калимуллина | Анастасия Спиридонова | Маргарита Позоян     | Александр Градский   | Не выбирался     | Дмитрий Нагиев | Дима Билан         | Пелагея         | Александр Градский | Леонид Агутин      |
| 2     | 6 сентября 2013 | 27 декабря 2013 | Сергей Волчков       | Наргиз Закирова     | Гела Гуралиа          | Тина Кузнецова       | Александр Градский   | Не выбирался     | Дмитрий Нагиев | Дима Билан         | Пелагея         | Александр Градский | Леонид Агутин      |
| 3     | 5 сентября 2014 | 26 декабря 2014 | Александра Воробьёва | Ярослав Дронов      | Александр Бон         | Мариам Мерабова      | Александр Градский   | Не выбирался     | Дмитрий Нагиев | Леонид Агутин      | Пелагея         | Александр Градский | Дима Билан         |
| 4     | 4 сентября 2015 | 25 декабря 2015 | Иеромонах Фотий      | Михаил Озеров       | Ольга Задонская       | Эра Канн             | Григорий Лепс        | Не выбирался     | Дмитрий Нагиев | Баста              | Полина Гагарина | Александр Градский | Григорий Лепс      |
| 5     | 2 сентября 2016 | 30 декабря 2016 | Дарья Антонюк        | Александр Панайотов | Кайрат Примбердиев    | Сардор Милано        | Леонид Агутин        | Не выбирался     | Дмитрий Нагиев | Дима Билан         | Полина Гагарина | Леонид Агутин      | Григорий Лепс      |
| 6     | 1 сентября 2017 | 29 декабря 2017 | Селим Алахяров       | Тимофей Копылов     | Ладислав Бубнар       | Ян Гэ                | Александр Градский   | Не выбирался     | Дмитрий Нагиев | Дима Билан         | Пелагея         | Александр Градский | Леонид Агутин      |
| 7     | 12 октября 2018 | 1 января 2019   | Пётр Захаров         | Амирхан Умаев       | Рушана Валиева        | Шаэн Оганесян        | Константин Меладзе   | Сергей Шнуров    | Дмитрий Нагиев | Баста              | Ани Лорак       | Сергей Шнуров      | Константин Меладзе |
| 8     | 11 октября 2019 | 1 января 2020   | Аскер Бербеков       | Антон Токарев       | Ив Набиев             | Арсен Мукенди        | Константин Меладзе   | Сергей Шнуров    | Дмитрий Нагиев | Валерий Сюткин     | Полина Гагарина | Сергей Шнуров      | Константин Меладзе |
| 9     | 9 октября 2020  | 30 декабря 2020 | Яна Габбасова        | Олег Аккуратов      | Дмитрий Венгеров      | Василий Пасечник     | Полина Гагарина      | Баста            | Дмитрий Нагиев | Баста              | Полина Гагарина | Сергей Шнуров      | Валерий Сюткин     |
| 10    | 8 октября 2021  | 30 декабря 2021 | Александр Волкодав   | Алишер Каримов      | Ернар Садирбаев       | Элина Пан            | Пелагея              | Не выбирался     | Дмитрий Нагиев | Дима Билан         | Пелагея         | Александр Градский | Леонид Агутин      |
| 11    | 3 марта 2023    | 2 июня 2023     | Виктория Соломахина  | Эльмира Диваева     | Ирина Сыщикова        | Людмила Серебрякова  | Полина Гагарина      | Баста            | Яна Чурикова   | Владимир Пресняков | Полина Гагарина | Баста              | Антон Беляев       |
| 12    | 19 января 2024  | 27 апреля 2024  | Богдан Шувалов       | Георгий Русских     | Алексей Сулима        | Анастасия Садковская | Полина Гагарина      | Полина Гагарина  | Яна Чурикова   | Владимир Пресняков | Полина Гагарина | Zivert             | Антон Беляев       |
| 13    | 31 января 2025  | 25 апреля 2025  | Давид Саникидзе      | Дзамболат Дулаев    | Илья Алтухов          | Валентина Яньшина    | Хибла Герзмава       | Баста            | Яна Чурикова   | Баста              | Полина Гагарина | Хибла Герзмава     | Антон Беляев       |
| 14    | Неизвестно      | Неизвестно      | Неизвестно           | Неизвестно          | Неизвестно            | Неизвестно           | Неизвестно           | Неизвестно       | Неизвестно     | Неизвестно         | Неизвестно      | Неизвестно         | Неизвестно         |

## Обзор сезонов

### Сезон 1
Премьера первого сезона проекта «Голос» состоялась 5 октября 2012 года. Наставниками премьерного сезона стали Дима Билан, Пелагея, Александр Градский и Леонид Агутин; ведущим — Дмитрий Нагиев.
От команды каждого наставника в четвертьфинал прошли три вокалиста:
| Дима Билан       | Пелагея             | Александр Градский | Леонид Агутин         |
| Маргарита Позоян | Эльмира Калимуллина | Дина Гарипова      | Анастасия Спиридонова |
| Ольга Кляйн      | Мария Гойя          | Евгений Кунгуров   | Эдвард Хачарян        |
| Юлия Терещенко   | Анри Гогниашвили    | Полина Зизак       | Артём Качарян         |

Четыре вокалистки (по одной от каждого наставника) прошли в финал. Дина Гарипова стала победительницей сезона, а Эльмира Калимуллина, Анастасия Спиридонова и Маргарита Позоян заняли второе, третье и четвёртое места соответственно. Дина Гарипова, после своей победы на проекте, представляла Россию на песенном конкурсе «Евровидение-2013», где заняла 5-е место.

### Сезон 2
Премьера второго сезона состоялась 6 сентября 2013 года. Все наставники и ведущий продолжили свою работу в проекте.
От команды каждого наставника в четвертьфинал прошли шесть вокалистов:
| Дима Билан     | Пелагея            | Александр Градский  | Леонид Агутин    |
| Гела Гуралиа   | Тина Кузнецова     | Сергей Волчков      | Наргиз Закирова  |
| Андрей Цветков | Антон Беляев       | Шарип Умханов       | Елена Максимова  |
| Юлия Пак       | Дмитрий Сороченков | Полина Конкина      | Алёна Тойминцева |
| Жаклин Мигаль  | Андрей Давидян     | Яна Рабинович       | Элина Чага       |
| Фарид Аскеров  | Нодар Ревия        | Ангелина Сергеева   | Пётр Елфимов     |
| Вадим Азарх    | Нани Ева           | Александра Белякова | Этери Бериашвили |

Четыре вокалиста (по одному от каждого наставника) прошли в финал. Сергей Волчков стал победителем сезона, а Наргиз Закирова, Гела Гуралиа и Тина Кузнецова заняли второе, третье и четвёртое места соответственно.

### Сезон 3
Премьера третьего сезона состоялась 5 сентября 2014 года. Все наставники и ведущий продолжили свою работу в проекте.
От команды каждого наставника в четвертьфинал прошли шесть вокалистов:
| Леонид Агутин    | Пелагея              | Александр Градский   | Дима Билан       |
| Мариам Мерабова  | Ярослав Дронов       | Александра Воробьёва | Александр Бон    |
| Интарс Бусулис   | Алиса Игнатьева      | Валентина Бирюкова   | Ксана Сергиенко  |
| Артур Бэст       | Пьер Эдель           | Буша Гоман           | Евгения Благова  |
| Людмила Соколова | Анастасия Главатских | Роман Кошкаров       | Симона да Сильва |
| Георгий Юфа      | Илья Киреев          | Андрей Лефлер        | Егор Сесарев     |
| Андрей Гризли    | Сергей Михайлин      | Станислас Виторт     | Ольга Олейникова |

Четыре вокалиста (по одному от каждого наставника) прошли в финал. Александра Воробьёва стала победительницей сезона, а Ярослав Дронов, Александр Бон и Мариам Мерабова заняли второе, третье и четвёртое места соответственно.

### Сезон 4
Премьера четвёртого сезона состоялась 4 сентября 2015 года. Впервые в истории проекта состав наставников изменился. К оставшемуся Александру Градскому присоединились Баста, Полина Гагарина и Григорий Лепс, заменившие Билана, Пелагею и Агутина. Дмитрий Нагиев остался ведущим проекта.
От команды каждого наставника в четвертьфинал прошли шесть вокалистов:
| Баста               | Полина Гагарина  | Александр Градский | Григорий Лепс      |
| Эра Канн            | Ольга Задонская  | Михаил Озеров      | Иеромонах Фотий    |
| Мария Ероян         | Иван Далматов    | Елена Минина       | Витольд Петровский |
| Олег Майами         | Илона Соломонова | Эмиль Кадыров      | Рената Волкиевич   |
| Юрий Меликов        | Дарья Беженар    | Татьяна Ширко      | Армен Авджан       |
| Николай Заболотских | Яна Башкирева    | Елена Романова     | Оливия Краш        |
| Сергей Урумян       | Семён Величко    | Алла Рид           | Мария Кац          |

Четыре вокалиста (по одному от каждого наставника) прошли в финал. Иеромонах Фотий стал победителем сезона, а Михаил Озеров, Ольга Задонская и Эра Канн заняли второе, третье и четвёртое места соответственно.

### Сезон 5
Премьера пятого сезона состоялась 2 сентября 2016 года. Состав наставников вновь подвергся изменениям, на сей раз к Гагариной и Лепсу, оставшимся с четвёртого сезона, присоединились два экс-наставника — Дима Билан и Леонид Агутин. Дмитрий Нагиев в пятый раз подряд стал ведущим проекта.
От команды каждого наставника в четвертьфинал прошли шесть вокалистов:
| Дима Билан         | Полина Гагарина   | Леонид Агутин    | Григорий Лепс       |
| Кайрат Примбердиев | Сардор Милано     | Дарья Антонюк    | Александр Панайотов |
| Олег Кондраков     | Михаил Житов      | Ксения Коробкова | Дария Ставрович     |
| Оксана Казакова    | Татьяна Шаманина  | Вадим Капустин   | Нико Неман          |
| Торнике Квитатиани | Екатерина Ковская | Влади Блайберг   | Луиза Имангулова    |
| Олег Сидоров       | Аделина Моисеева  | Елена Алексеева  | Илья Хвостов        |
| Валерия Гехнер     | Хенсли Пойнен     | Николь Кнаус     | Кирилл Бабиев       |

Четыре вокалиста (по одному от каждого наставника) прошли в финал. Дарья Антонюк стала победительницей сезона, а Александр Панайотов, Кайрат Примбердиев и Сардор Милано заняли второе, третье и четвёртое места соответственно.

### Сезон 6. Золотой состав
Премьера шестого сезона состоялась 1 сентября 2017 года. Оригинальный, «золотой» состав наставников воссоединился: к Билану и Агутину присоединились Пелагея и Александр Градский. Дмитрий Нагиев вновь стал ведущим проекта.
От команды каждого наставника в четвертьфинал прошли шесть вокалистов:
| Дима Билан       | Пелагея           | Александр Градский | Леонид Агутин       |
| Ян Гэ            | Ладислав Бубнар   | Селим Алахяров     | Тимофей Копылов     |
| Данил Буранов    | Антон Лаврентьев  | Лора Горбунова     | Брендон Стоун       |
| Дуэт «Folkbeat»  | Антонелло Кароцца | Габриэль Купатадзе | Виктория Олизе      |
| Нина Шацкая      | Алла Меунаргия    | Павел Иванов       | Давид Тодуа         |
| Анастасия Зорина | Алексей Сафиулин  | Софья Онопченко    | Михаил Гришунов     |
| Юлия Валеева     | Дэйв Дарио        | Наталья Герасимова | Вячеслав Задорожный |

Четыре вокалиста (по одному от каждого наставника) прошли в финал. Селим Алахяров стал победителем сезона, а Тимофей Копылов, Ладислав Бубнар и Ян Гэ заняли второе, третье и четвёртое места соответственно.

### Сезон 7. Перезагрузка
Премьера седьмого сезона, получившего подзаголовок «Перезагрузка», состоялась 12 октября 2018 года. Состав наставников изменился кардинально: к Басте присоединились новички — Ани Лорак, Сергей Шнуров и Константин Меладзе. Дмитрий Нагиев в седьмой раз стал ведущим проекта.
От команды каждого наставника в четвертьфинал прошли три вокалиста:
| Баста          | Ани Лорак     | Сергей Шнуров       | Константин Меладзе |
| Шаэн Оганесян  | Амирхан Умаев | Рушана Валиева      | Пётр Захаров       |
| Андрей Поляков | Уку Сувисте   | Даниель Рустамов    | София Тарасова     |
| Дарья Шигина   | София Легран  | Аннагазел Гокинаева | Татьяна Шабанова   |

Четыре вокалиста (по одному от каждого наставника) прошли в финал. Пётр Захаров стал победителем сезона, а Амирхан Умаев, Рушана Валиева и Шаэн Оганесян заняли второе, третье и четвёртое места соответственно. С результатом в 34 % лучшим наставником сезона стал Сергей Шнуров.

### Сезон 8
Премьера восьмого сезона состоялась 11 октября 2019 года. Состав наставников изменился в пятый раз подряд: к оставшимся с прошлого сезона Сергею Шнурову и Константину Меладзе присоединились вернувшаяся Полина Гагарина и новичок — Валерий Сюткин. Дмитрий Нагиев в восьмой раз стал ведущим проекта.
От команды каждого наставника в четвертьфинал прошли три вокалиста:
| Валерий Сюткин      | Полина Гагарина   | Сергей Шнуров      | Константин Меладзе  |
| Арсен Мукенди       | Ив Набиев         | Антон Токарев      | Аскер Бербеков      |
| Элимдар Сейдосманов | Алана Чочиева     | Рагда Ханиева      | Нуржигит Субанкулов |
| Лилия Вельтман      | Анастасия Маркова | Светлана Мамрешева | Даниил Королёв      |

Четыре вокалиста (по одному от каждого наставника) прошли в финал. Аскер Бербеков стал победителем сезона, а Антон Токарев, Ив Набиев и Арсен Мукенди заняли второе, третье и четвёртое места соответственно. С результатом в 40 % лучшим наставником сезона стал Сергей Шнуров.

### Сезон 9
Премьера девятого сезона состоялась 9 октября 2020 года. В проекте остались Полина Гагарина, Сергей Шнуров и Валерий Сюткин. После пропуска сезона вернулся Баста. Дмитрий Нагиев в девятый раз стал ведущим проекта.
От команды каждого наставника в четвертьфинал прошли три вокалиста:
| Баста            | Полина Гагарина | Сергей Шнуров    | Валерий Сюткин  |
| Василий Пасечник | Яна Габбасова   | Дмитрий Венгеров | Олег Аккуратов  |
| Елизавета Пурис  | Кирилл Суслов   | Мария Русакова   | Сурен Платонов  |
| Юрий Гордиенко   | Надежда Самкова | Жан Милимеров    | Фантине Притула |

Четыре вокалиста (по одному от каждого наставника) прошли в финал. Яна Габбасова стала победительницей сезона, а Олег Аккуратов, Дмитрий Венгеров и Василий Пасечник заняли второе, третье и четвёртое места соответственно. С результатом в 31 % лучшим наставником сезона стал Баста.

### Сезон 10. Юбилейный
Премьера десятого, юбилейного, сезона состоялась 8 октября 2021 года. В обновлённой студии красные кресла занял «золотой состав»: Дима Билан, Пелагея, Александр Градский и Леонид Агутин. Дмитрий Нагиев вновь стал ведущим проекта. 28 ноября 2021 года не стало Александра Градского. К этому моменту в эфир вышли 8 выпусков проекта, ещё 2 выпуска «нокаутов» были сняты за несколько дней до смерти Градского. В память о наставнике «Первый канал» принял решение о доведении сезона до конца. Кресло Наставника осталось пустым.
От команды каждого наставника в четвертьфинал прошли три вокалиста:
| Дима Билан      | Пелагея            | Александр Градский | Леонид Агутин  |
| Ернар Садирбаев | Александр Волкодав | Алишер Каримов     | Элина Пан      |
| Ильхом Тагиров  | Юлия Кошкина       | Татьяна Качурина   | Вячеслав Явкин |
| Юлия Курганова  | Виктор Кириллов    | Карина Купер       | Юрий Навроцкий |

Четыре вокалиста (по одному от каждого наставника) прошли в финал. Александр Волкодав стал победителем сезона, а Алишер Каримов, Ернар Садирбаев и Элина Пан заняли второе, третье и четвёртое места соответственно.

### Сезон 11. Голос весны
Премьера одиннадцатого сезона состоялась 3 марта 2023 года. По сравнению с прошлым сезоном состав наставников изменился полностью: к вернувшимся в проект Полине Гагариной и Басте присоединились два новых наставника — Владимир Пресняков и Антон Беляев. Последний стал первым наставником, который ранее участвовал в проекте. Место Дмитрия Нагиева заняла Яна Чурикова. Также была введена функция блокировки. Наставники смогут использовать данное нововведение 3 раза за сезон.
От команды каждого наставника в четвертьфинал прошли три вокалиста:
| Владимир Пресняков   | Полина Гагарина     | Баста               | Антон Беляев       |
| Эльмира Диваева      | Виктория Соломахина | Людмила Серебрякова | Ирина Сыщикова     |
| Маргарита Багдасарян | Надежда Проскурина  | Павел Зибров        | Николай Щерба      |
| Алина Бахшалиева     | Ахмед Ахмедов       | Мария Лапшина       | Гульнара Байгузина |

Четыре вокалистки (по одной от каждого наставника) прошли в финал. Виктория Соломахина стала победительницей сезона, а Эльмира Диваева, Ирина Сыщикова и Людмила Серебрякова заняли второе, третье и четвёртое места соответственно. С результатом в 47 % лучшим наставником сезона стал Баста.

### Сезон 12
Премьера двенадцатого сезона состоялась 19 января 2024 года. Состав наставников изменился: к оставшимся в проекте Владимиру Преснякову, Полине Гагариной и Антону Беляеву присоединилась новая наставница — певица Zivert. Впервые в основной версии шоу две наставницы. Место ведущей снова заняла Яна Чурикова. Теперь наставники имеют право воспользоваться кнопками «блокировки» 4 раза за сезон.
От команды каждого наставника в Четвертьфинал прошли три вокалиста:
| Владимир Пресняков  | Полина Гагарина   | Zivert              | Антон Беляев         |
| Георгий Русских     | Богдан Шувалов    | Алексей Сулима      | Анастасия Садковская |
| Дарья Звездина      | Евгений Курчич    | Полина Чусовитина   | Бэка Шошиашвили      |
| Анастасия Мартынова | Алина Калашникова | Анатолий Колмагоров | Александр Новиков    |

Четыре вокалиста (по одному от каждого наставника) прошли в финал. Богдан Шувалов стал победителем сезона, а Георгий Русских, Алексей Сулима и Анастасия Садковская заняли второе, третье и четвёртое места соответственно. С результатом в 32 % лучшим наставником сезона стала Полина Гагарина.

### Сезон 13
Премьера тринадцатого сезона состоялась 31 января 2025 года. Состав наставников претерпел изменения: к оставшимся в проекте, Полине Гагариной и Антону Беляеву присоединился, вернувшийся после одного сезона отсутствия, Баста и новая наставница — оперная певица Хибла Герзмава. Место ведущей снова заняла Яна Чурикова. Теперь наставники имеют право пользоваться кнопками «блокировки» без ограничений.
От команды каждого наставника в полуфинал прошли три вокалиста:
| Баста            | Полина Гагарина   | Хибла Герзмава  | Антон Беляев     |
| Илья Алтухов     | Валентина Яньшина | Давид Саникидзе | Дзамболат Дулаев |
| Валерий Рагулин  | Наталья Сергиенко | Матвей Козин    | Ёнатан Тащан     |
| Лиана Зайнуллина | Валерия Асонова   | Ксения Чагунава | Алексей Осичев   |

Четыре вокалиста (по одному от каждого наставника) прошли в суперфинал. Давид Саникидзе стал победителем сезона, а Дзамболат Дулаев, Илья Алтухов и Валентина Яньшина заняли второе, третье и четвёртое места соответственно. С результатом в 37 % лучшим наставником сезона стал Баста.

## Специальные выпуски

### Голос Победы
Выпуск вышел в эфир 8 мая 2025 года. Наставники и участники проектов «Голос», «Голос. Дети», «Голос. 60+» и «Голос. Уже не дети» исполняли песни посвящённые победе в Великой Отечественной Войне.
| №  | Исполнитель / Исполнители                                                                                 | Песня                     |
| -- | --- | ------------------------- |
| 1  | Олег Газманов / Аскер Бербеков / Александр Волкодав / Евгений Курчич / Георгий Русских / Евгений Панчёхин | «Бессмертный полк»        |
| 2  | Чэнь ЦзыЖань / Вероника Сыромля                                                                           | «Катюша»                  |
| 3  | Николай Расторгуев                                                                                        | «Мгновения»               |
| 4  | Иван Кургалин / Егор Блинов / Фёдор Сорокин / Александр Филин                                             | «Потому что мы пилоты»    |
| 5  | Хибла Герзмава / Давид Саникидзе                                                                          | «На Мамаевом кургане»     |
| 6  | SHAMAN | «Тёмная ночь»             |
| 7  | Саид Галлиулин / Пётр Захаров                                                                             | «Смуглянка»               |
| 8  | Евгений Стругальский                                                                                      | «Моя любимая»             |
| 9  | Пелагея                                                                                                   | «Вечер на рейде»          |
| 10 | Мирон Проворов                                                                                            | «Песня фронтового шофера» |
| 11 | Александр Панайотов / Александра Воробьёва                                                                | «Эхо любви»               |
| 12 | Полина Гагарина                                                                                           | «Песня о далёкой Родине»  |
| 13 | Василий Пасечник                                                                                          | «Дай ему сил»             |
| 14 | Григорий Лепс                                                                                             | «Родина-мать»             |
| 15 | Зара | «На всю оставшуюся жизнь» |
| 16 | SHAMAN | «Встанем»                 |
| 17 | Михаил Боярский                                                                                           | «Москвичи»                |
| 18 | Нелли Байматова / Дарья Антонюк                                                                           | «Синий платочек»          |
| 19 | Александр Олешко                                                                                          | «Майский вальс»           |
| 20 | Богдан Шувалов / Яна Габбасова / Виктория Соломахина                                                      | «На солнечной поляночке»  |
| 21 | Михаил Рыжов                                                                                              | «На безымянной высоте»    |
| 22 | «Uma2rman»                                                                                                | «Случайный вальс»         |
| 23 | Нина Шацкая                                                                                               | «Ленинград»               |
| 24 | Валентина Бирюкова                                                                                        | «Баллада о матери»        |
| 25 | Антон Беляев / Анастасия Садковская                                                                       | «Мгновения»               |
| 26 | Григорий Дружинин                                                                                         | «Лизавета»                |
| 27 | Полина Гагарина / Яся Дегтярёва                                                                           | «Кукушка»                 |
| 28 | Людмила Пахомова                                                                                          | «Нам нужна одна победа»   |
| 29 | Баста / Акмаль Ходжаниязов                                                                                | «Тёмная ночь»             |
| 30 | Кирилл Астапов                                                                                            | «Жди меня домой»          |
| 31 | Джанго | «Махнем не глядя»         |
| 32 | Пелагея                                                                                                   | «Облака»                  |
| 33 | Сергей Волчков                                                                                            | «За того парня»           |
| 34 | Соя | «На безымянной высоте»    |
| 35 | Леонид Сергиенко                                                                                          | «Спят курганы тёмные»     |
| 36 | Валерий Сюткин / Фантине Притула                                                                          | «Случайный вальс»         |
| 37 | Татьяна Куртукова                                                                                         | «Синий платочек»          |
| 38 | Иеромонах Фотий                                                                                           | «Родина»                  |
| 39 | SHAMAN | «Небо славян»             |
| 40 | Лев Лещенко                                                                                               | «День Победы»             |

## Голосование за Лучшего Наставника
| Сезон                                        | Лучший наставник                             | Лучший наставник                             | Лучший наставник                             | Лучший наставник                             | Лучший наставник                             | Лучший наставник                             | Лучший наставник                             | Лучший наставник                             |
| Сезон                                        | 1 место                                      | %                                            | 2 место                                      | %                                            | 3 место                                      | %                                            | 4 место                                      | %                                            |
| С 1 по 6 сезон Лучший Наставник не выбирался | С 1 по 6 сезон Лучший Наставник не выбирался | С 1 по 6 сезон Лучший Наставник не выбирался | С 1 по 6 сезон Лучший Наставник не выбирался | С 1 по 6 сезон Лучший Наставник не выбирался | С 1 по 6 сезон Лучший Наставник не выбирался | С 1 по 6 сезон Лучший Наставник не выбирался | С 1 по 6 сезон Лучший Наставник не выбирался | С 1 по 6 сезон Лучший Наставник не выбирался |
| -------------------------------------------- | -------------------------------------------- | -------------------------------------------- | -------------------------------------------- | -------------------------------------------- | -------------------------------------------- | -------------------------------------------- | -------------------------------------------- | -------------------------------------------- |
| 7                                            | Сергей Шнуров                                | 34 %                                         | Константин Меладзе                           | 30 %                                         | Баста                                        | 24 %                                         | Ани Лорак                                    | 12 %                                         |
| 8                                            | Сергей Шнуров                                | 40 %                                         | Константин Меладзе                           | 28 %                                         | Полина Гагарина                              | 19 %                                         | Валерий Сюткин                               | 13 %                                         |
| 9                                            | Баста                                        | 31 %                                         | Сергей Шнуров                                | 28 %                                         | Полина Гагарина                              | 23 %                                         | Валерий Сюткин                               | 18 %                                         |
| В 10 сезоне Лучший Наставник не выбирался    |                                              |                                              |                                              |                                              |                                              |                                              |                                              |                                              |
| 11                                           | Баста                                        | 47 %                                         | Полина Гагарина                              | 23 %                                         | Владимир Пресняков                           | 20 %                                         | Антон Беляев                                 | 10 %                                         |
| 12                                           | Полина Гагарина                              | 32 %                                         | Владимир Пресняков                           | 31 %                                         | Антон Беляев                                 | 23 %                                         | Zivert                                       | 14 %                                         |
| 13                                           | Баста                                        | 37 %                                         | Хибла Герзмава                               | 23 %                                         | Полина Гагарина                              | 23 %                                         | Антон Беляев                                 | 17 %                                         |
| 14                                           | Неизвестно                                   | Неизвестно                                   | Неизвестно                                   | Неизвестно                                   | Неизвестно                                   | Неизвестно                                   | Неизвестно                                   | Неизвестно                                   |

## Рейтинги
Каждый российский телевизионный сезон проходит в период с конца августа по конец мая.
| Сезон | Время показа (МСК)                                                                                            | Выпуски    | Премьера        | Премьера         | Финал           | Финал          | ТВ сезон   | Общий рейтинг |
| Сезон | Время показа (МСК)                                                                                            | Выпуски    | Дата            | Рейтинг премьеры | Дата            | Рейтинг финала | ТВ сезон   | Общий рейтинг |
| ----- | --- | ---------- | --------------- | ---------------- | --------------- | -------------- | ---------- | ------------- |
| 1     | Пятница 21:30 (вып. 1–4, 6–9, 11–12) Воскресенье 21:20 (вып. 5) Пятница 19:50 (вып. 10) Суббота 21:30 (Финал) | 13         | 5 октября 2012  | 5,5              | 29 декабря 2012 | 7,7            | 2012—2013  | 7,73          |
| 2     | Пятница 21:30 (вып. 1–5, 7–17) Суббота 21:20 (вып. 6)                                                         | 17         | 6 сентября 2013 | 9,5              | 27 декабря 2013 | 9,8            | 2013—2014  | 9,19          |
| 3     | Пятница 21:45 (вып. 1–13) Пятница 21:35 (вып. 14–17)                                                          | 17         | 5 сентября 2014 | 7,9              | 26 декабря 2014 | 8,2            | 2014—2015  | 7,9           |
| 4     | Пятница 21:30                                                                                                 | 17         | 4 сентября 2015 | 8,4              | 25 декабря 2015 | 6,6            | 2015—2016  | 6,77          |
| 5     | Пятница 21:30                                                                                                 | 18         | 2 сентября 2016 | 6,8              | 30 декабря 2016 | 6,3            | 2016—2017  | 7,08          |
| 6     | Пятница 21:30                                                                                                 | 18         | 1 сентября 2017 | 6,5              | 29 декабря 2017 | 5,5            | 2017—2018  | 5,86          |
| 7     | Пятница 21:30 Вторник 20:00 (Финал)                                                                           | 13         | 12 октября 2018 | 5,2              | 1 января 2019   | 5,3            | 2018—2019  | 4,87          |
| 8     | Пятница 21:30 Среда 21:30 (Финал)                                                                             | 13         | 11 октября 2019 | 5,9              | 1 января 2020   | 4,8            | 2019—2020  | 5,02          |
| 9     | Пятница 21:30 Среда 21:30 (Финал)                                                                             | 13         | 9 октября 2020  | 5,0              | 30 декабря 2020 | 4,5            | 2020—2021  | 4,78          |
| 10    | Пятница 21:30 Четверг 21:30 (Финал)                                                                           | 13         | 8 октября 2021  | 4,7              | 30 декабря 2021 | 3,6            | 2021―2022  | 4,68          |
| 11    | Пятница 21:45                                                                                                 | 14         | 3 марта 2023    | 3,2              | 2 июня 2023     | 2,7            | 2022—2023  | 2,84          |
| 12    | Пятница 21:45 (вып. 1–6, 8–13) Суббота 21:30 (вып. 7) Суббота 21:45 (Финал)                                   | 14         | 19 января 2024  | 2,9              | 27 апреля 2024  | 2,4            | 2023—2024  | 2,79          |
| 13    | Пятница 21:45                                                                                                 | 13         | 31 января 2025  | 2,4              | 25 апреля 2025  | 1,7            | 2024—2025  | 2,13          |
| 14    | Неизвестно | Неизвестно | Неизвестно      | Неизвестно       | Неизвестно      | Неизвестно     | Неизвестно | Неизвестно    |